# Nouvelle Façon de jouer !
Nouvelle Façon de jouer ! est une collection de jeux vidéo surnommés Wiimakes car ils sont des rééditions de jeux de la console GameCube sur la console Wii. Ces titres sont adaptés sur Wii avec une maniabilité revue tirant parti de la Wiimote et du Nunchuk, et proposant un mode 16/9 inédit.

## Liste des jeux
- Donkey Kong Jungle Beat (11 décembre 2008 - Japon, 4 mai 2009 - Amérique du Nord, 5 juin 2009 - Europe)
- Chibi-Robo! (2009, Japon).
- Pikmin (25 décembre 2008 - Japon, 9 mars 2009 - Amérique du Nord, 6 février 2009 - Europe)
- Pikmin 2 (12 mars 2009 - Japon, Avril 2009 - Europe)
- Mario Power Tennis (15 janvier 2009 - Japon, 9 mars 2009 - Amérique du Nord, 6 mars 2009 - Europe)
- Metroid Prime (19 février 2009 - Japon, également disponible dans la compilation Metroid Prime: Trilogy)
- Metroid Prime 2: Echoes (2009 - Japon, également disponible dans la compilation Metroid Prime: Trilogy)